# EHF Challenge Cup 2019-2020 (pallamano maschile)
L'EHF Challenge Cup 2019-2020 è stata la 23ª edizione della EHF Cup, la terza coppa per club più importante d'Europa ed è organizzata dall'European Handball Federation (EHF).
A causa della Pandemia di COVID-19 del 2020 in Europa la competizione è stata sospesa e il titolo non assegnato.

## Squadre partecipanti
| Round 3               | Round 3             | Round 3                  | Round 3               | Round 3                  |
| --------------------- | ------------------- | ------------------------ | --------------------- | ------------------------ |
| RK Gracanica          | A.E.K. Athens HC    | Valur                    | AS SGS Ramat Hashron  | Red Boys Differdange     |
| JD Technieck Hurry-Up | Halden Topphandball | AM Madeira Andebol SAD   | AHC Potaissa Turda    | CSM Bucarest             |
| HC Neva SPb           | RK Zeležničar 1949  | MŠK Považská Bystrica    | Beykoz BLS SK         | Donbass                  |
| Round 2               |                     |                          |                       |                          |
| Bregenz Handball      | Mahsul HC           | RK Vogosca Poljine Hills | RK Sloga              | HC Masheka Mogilev       |
| HC Dobrudja           | Proodeftikos Paphos | HC Dukla Praha           | HCB Karvina           | TZE Sokol Nove Veseli    |
| HC Tallinn            | H71                 | HC Dicken                | IFK Handball Helsinki | Livingston Handball Club |
| Olympia Hc            | PAS Aeropos Edessas | Holon Yuvalim HC         | Cassano Magnago HC    | KH Kastrioti             |
| ZRHK TENAX Dobele     | Granitas-Karys      | Kauno Azuolas-KTU Kaunas | VHC Sviesa Vilnius    | Handball Käerjeng        |
| HB Dudelange          | SSSCJRO-1 Tiraspol  | Drammen HK               | Dynamo-Victor         | RK Maribor Branik        |
| RK Dinamo Pancevo     | BSV Berna           | Alingsas HK              | Odessa                |                          |

## Round 2
Il torneo si svolge ad eliminazione diretta. Si parte dal Round 2, dove partecipano 34 squadre.
Le squadre sorteggiate per prime disputano gli incontri di andata in casa. Alcune squadre accettano di giocare sia l'andata che il ritorno nella stessa sede.
L'andata si è giocata tra il 5 e il 6 di ottobre, mentre il ritorno tra il 12 e il 13 di ottobre.
| Squadra 1                | Totale | Squadra 2                 | Andata | Ritorno |
| ------------------------ | ------ | ------------------------- | ------ | ------- |
| KH Kastrioti             | 49–78  | HC Dukla Praha            | 26-39  | 23–39   |
| BSV Bern                 | 53-52  | RK Dinamo Pančevo         | 28–24  | 25–28   |
| TJ Sokol Nove Veseli     | 91–37  | HC Dobrudja               | 35–23  | 46–14   |
| Drammen HK               | 74–38  | Mashul HC                 | 38–16  | 36–22   |
| Alingsas HK              | 72–55  | Handball Käerjeng         | 36–24  | 36–31   |
| Kauno Azuolas-KTU Kaunas | 56–52  | HC Tallinn                | 26–24  | 30–28   |
| Olympia HC               | 26–66  | Odessa                    | 9–24   | 17–42   |
| H71                      | 49–55  | RK Maribor Branik         | 25–24  | 24–31   |
| RC Masheka               | 51–41  | RK Sloga                  | 30–22  | 21–19   |
| Proodeftikos Paphas      | 35–72  | PAS Aeros Edassas         | 17–35  | 18–37   |
| VHC Sviesa Vilnius       | 52–55  | HC Vogosca Poljinie Hills | 27–24  | 25–31   |
| Dicken                   | 82–33  | Livingston HC             | 40–20  | 42–13   |
| Granitas-Karys           | 59–50  | SSSCJRO-1 Tiraspol        | 33–24  | 26–26   |
| IFK Handball Helsinki    | 53–67  | Bregenz Handball          | 35–32  | 18–35   |
| HB Dudelange             | 48–55  | ZRHK TENAX Dobele         | 24–27  | 24–28   |
| HBC Karvina              | 63–55  | Holon Yuvalim HC          | 31–26  | 32–29   |
| HC Victor                | 59–50  | Cassano Magnago           | 33–24  | 26–26   |

## Round 3
Al Round 3 partecipano 32 squadre.
Le squadre sorteggiate per prime disputano gli incontri di andata in casa. Alcune squadre accettano di giocare sia l'andata che il ritorno nella stessa sede.
L'andata si è giocata tra il 16 e il 22 di novembre, mentre il ritorno tra il 17 e il 24 di novembre.
| Squadra 1                 | Totale | Squadra 2            | Andata | Ritorno |
| ------------------------- | ------ | -------------------- | ------ | ------- |
| HC Vogosca Poljinie Hills | 49–74  | AEK Athens HC        | 22-41  | 27–33   |
| CSM Bucareṣti             | 59-56  | HC Masheka           | 34–28  | 25–28   |
| JD Techniek Hurry-Up      | 47–69  | Alingsas HK          | 21–32  | 26–37   |
| Kauno Azuolas-KTU Kaunas  | 57–69  | Halden Topphandball  | 28–32  | 29–37   |
| Madeira Andebol SAD       | 54–43  | RK Maribor Branik    | 31–23  | 23–20   |
| MŠK Považská Bystrica     | 46–62  | HC Victor            | 27–29  | 19–33   |
| Donbass                   | 53–61  | BSV Bern             | 26–25  | 27–36   |
| HC Neva SPb               | 66–39  | PAS Aeros Edassas    | 35–20  | 31–19   |
| ZRHK TENAX Dobele         | 67–70  | AHC Potaissa Turda   | 35–38  | 32–32   |
| HC Dukla Praha            | 47–41  | RK Gracanica         | 26–21  | 21–20   |
| Granitas-Karys            | 56–66  | Beykoz BLD SK        | 22–37  | 34–29   |
| Drammen HK                | 66–53  | Dicken               | 34–24  | 32–29   |
| AS SGS Ramhat Hashron     | 63–53  | Odessa               | 39–28  | 24–25   |
| RK Zeležničar 1949        | 58–61  | HCB Karvina          | 30–28  | 28–33   |
| TJ Sokol Nove Veseli      | 46–49  | Red Boys Differdange | 21–22  | 25–27   |
| Valur                     | 62–52  | Bregenz Handball     | 31–31  | 31–21   |

## Ottavi di finale
Le gare di andata si sono giocate tra il 8 e il 9 febbraio, mentre il ritorno il 15 e 16 febbraio 2020.
| Squadra 1             | Totale | Squadra 2            | Andata | Ritorno |
| --------------------- | ------ | -------------------- | ------ | ------- |
| AEK Athens HC         | 60–58  | Drammen HK           | 33–31  | 27–27   |
| AS SGS Ramhat Hashron | 68–73  | HC Victor            | 31–31  | 37–42   |
| Beykoz BLD SK         | 55–57  | Valur                | 25–26  | 30–31   |
| Halden Topphandball   | 46–45  | HC Neva SPb          | 23–24  | 23–21   |
| Madeira Andebol SAD   | 57–60  | HCB Karvina          | 30–27  | 27–33   |
| HC Dukla Praha        | 66–56  | Red Boys Differdange | 37–24  | 29–32   |
| BSV Bern              | 68–69  | AHC Potaissa Turda   | 33–36  | 35–33   |
| Alingsas HK           | 52–53  | CSM Bucareṣti        | 28–29  | 24–24   |

## Quarti di finale
Le gare di andata si giocheranno tra il 21 e il 22 marzo, mentre il ritorno il 28 e 29 marzo 2020.
A causa della pandemia di CoVid19 verificatasi in Europa, le gare relative dai quarti di finale in poi sono state posticipate, per poi essere sospese definitivamente.
| Squadra 1           | Totale | Squadra 2          | Andata | Ritorno |
| ------------------- | ------ | ------------------ | ------ | ------- |
| HC Victor           | –      | CSM Bucareṣti      | –      | –       |
| HCB Karvina         | –      | HC Dukla Praha     | –      | –       |
| AEK Athens HC       | –      | AHC Potaissa Turda | –      | –       |
| Halden Topphandball | –      | Valur              | –      | –       |